# ري زمين
ري زمين هي قرية في مقاطعة كرج، إيران. عدد سكان هذه القرية هو 67 في سنة 2006.